# Cicurina robusta
Cicurina robusta là một loài nhện trong họ Dictynidae.
Loài này thuộc chi Cicurina. Cicurina robusta được Eugène Simon miêu tả năm 1886.